# Annette Kurth
Annette Kurth (* 1957 in Dortmund) ist eine deutsche Hörspielregisseurin.

## Leben
Kurth studierte in Köln Theater- und Filmwissenschaft und arbeitete beim Kinderprogramm-Fernsehen der Deutschen Welle. 1982 kam sie zum Westdeutschen Rundfunk, wo sie als Regieassistentin in den Bereichen Hörspiel, Feature und Kinderfunk tätig war. Später ging sie für längere Zeit nach New York City. Seit 1992 ist sie wieder beim WDR als Hörspielregisseurin tätig, inszeniert aber auch Produktionen für andere öffentlich-rechtliche Sender. Gelegentlich übernimmt sie selber Sprechrollen. Sie wurde mehrfach mit Preisen ausgezeichnet und lebt in Köln.

## Hörspielproduktionen

### Als Regisseurin (Auswahl)
- 1992: Die Bohrmaschine oder: Warten auf Berlin von Margit Schreiner
- 1994: Aladin und der Zwetgschengeist von Andreas Erdmann und Leonhard Koppelmann
- 1994: Meeres Stille, glückliche Fahrt von Wilhelm Genazino
- 1995: Dracula von Bram Stoker
- 1996: Strich drunter von Gabrielle Jelle Behnert
- 1996: Schecter von Lee Gallaher
- 1997: Doktor Jekyll und Mister Hyde von Robert Louis Stevenson
- 1997: Doktor Mabuse, der Spieler von Norbert Jacques
- 1997: Zeitmaschine für Neanderthaler von Eugen Egner
- 1998: Der Fluch von Passau von Robert Gernhardt und Peter Knorr
- 1998: Kreuzfahrten, Seiltänze von Sandra Kellein, SWR
- 1999: Gürteltier und Spitzenhäubchen von Kinky Friedman
- 1999: Das Fieber in der Stadt von Assia Djebar, HR
- 1999: Frankenstein oder Der moderne Prometheus von Mary Wollstonecraft Shelley
- 1999: „Löffelgesicht“ Steinberg von Lee Hall
- 2000: Blutorangen von Ross Macdonald
- 2000: König Sofus und das Wunderhuhn von Tankred Dorst SWR
- 2000: Mrs. Shakespeare von Robert Nye
- 2001: Friss mir nur mein Karlchen nicht von Tankred Dorst und Ursula Ehler SWR
- 2001: Die Meute der Mórrígan von Pat O’Shea
- 2001: Pandora und der Büchsenöffner von Eric Duchâtel, Philippe Postel
- 2002: Volksvernichtung oder Meine Leber ist sinnlos von Werner Schwab
- 2002: Inzest von Christine Angot
- 2003: Fast ein bisschen Frühling von Alex Capus
- 2003: Shaft und das Drogenkartell von Ernest Tidyman SWR
- 2003: Königin C von Laura Ruohonen
- 2004: Die wahre Geschichte von Ned Kelly und seiner Gang von  Peter Carey (3 Teile)
- 2004: Halloween von Stewart O’Nan
- 2004: Ego von Carl Djerassi
- 2004: Shaft beim Kongress der Totengräber von Ernest Tidyman SWR
- 2004: Pia Propella und der rattenscharfe Mausklick von Katja Reider
- 2005: Das Ehrenwort des Henkers von Christina Calvo
- 2005: Nacht unter Berlin von Stefan Weigl
- 2005: Joint Venture von Gerlind Reinshagen
- 2005: Die Walreiterin von Witi Ihimaera
- 2006: Schwere Körperverletzung von Ted Lewis
- 2006: 1974 von David Peace
- 2006: Die Pendragon-Legende von Antal Szerb
- 2006: Der kleine Wassermann von Otfried Preußler
- 2007: Die kleine Hexe von Otfried Preußler
- 2007: Der letzte Held von Samit Basu
- 2008: Das kleine Gespenst von Otfried Preußler
- 2008: Wir machen es morgen von Gabriele Wohmann
- 2008: Krieger von Torsten Buchsteiner
- 2008: Das Schweigen von Jan Costin Wagner
- 2008: Der Wind in den Weiden von Kenneth Grahame
- 2009: SUBs. Sklaverei als Spiel von Thor Kunkel
- 2009: Cap Ferret oder Die andere Seite des Bassins von Torsten Buchsteiner
- 2009: Tanzpartner von Myra Çakan
- 2010: Licht unter Tage von Tennessee Williams
- 2010: Mondgelichter von Rainer Puchert
- 2010: Parker – Keiner rennt für immer von Richard Stark
- 2010: Die Infektion - von Robert Weber
- 2011: Taxi 79 ab Station von Indriði G. Thorsteinsson
- 2011: Trinity von Friedemann Schulz
- 2011: Die Füchse von Andorra von Marjaleena Lembcke
- 2011: Kriegsbraut von Dirk Kurbjuweit
- 2012: Wer das Schweigen bricht von Mechtild Bormann
- 2012: Zu jung für eine eigene Hose von Eugen Egner
- 2012: Lenin von Markus Köberli
- 2012: Der weisse Rabe von Anne C. Voorhoeve
- 2013: Rückschau. Hörtanz von David Zane Mairowitz
- 2013: Mord am Hindukusch von Holger Siemann
- 2013: Jimi Bowatski hat kein Schamgefühl von Dirk Laucke
- 2014:  Die Insel von Robert Weber
- 2015: Der Mann, der auf die Erde fiel von Annalisa D'Innella
- 2015: Schlange und Regenbogen von Wade Davis
- 2016: Niemand von Ödön von Horváth
- 2016: Das Boot von Robert Weber
- 2017: Patentöchter von Julia Albrecht, Corinna Ponto
- 2018: Des Teufels langer Atem Vierteilige Reihe von Robert Weber
- 2019: Guter Rat (Berufung auf Gott) von Georg M.Oswald
- 2019: Alter Ego von Eugen Egner
- 2020: Linie 912 von Thilo Reffert
- 2021: Golgatha Achtteilige Serie von Robert Weber

### Als Sprecherin
- 1983: Information für einen Bankraub – Regie: Manfred Brückner
- 1985: Schlaglöcher – Regie: Ulf Becker
- 1985: Adam Courage – Regie: Heinz Wilhelm Schwarz
- 1988: Violin Music for Restaurants – Regie: Jon Rose

## Auszeichnungen
- 2001: Hörspiel des Monats Dezember für Die Meute der Mórrígan (SWR)
- 2002: Hörspiel des Monats Februar für Inzest (WDR)
- 2009: Hörkulino für Die kleine Hexe (WDR)
- 2012: Deutscher Hörbuchpreis für Die Füchse von Andorra (WDR)
- 2016: Hörspiel des Monats September für Patentöchter (WDR)
- 2018: Hörspiel des Monats August für Des Teufels langer Atem (WDR)
- 2019: Hörspiel des Monats Mai  für Guter Rat (1. Teil, Berufung auf Gott)